# Reddingskluis
Reddingskluis is het tweede gepubliceerde sciencefictionverhaal geschreven door de Amerikaan Harlan Ellison. Hij schreef het verhaal in 1956 en het werd gepubliceerd in het blad If. In 1973 nam collega sciencefictionschrijver Robert Silverberg het op in zijn bundel Deep Space. Deep space verscheen in 1980 onder de titel Het verre Centaurus in de serie Bruna SF. Reddingskluis/Life hutch maakt deel uit van een serie verhalen gebaseerd op de oorlog tussen Aarde en Kyben (Earth-Kyba-cycle).

## Het verhaal
Terence is een astronaut in de ruimteoorlog tussen Aarde en Kyben. Waar de oorlog om gaat is niet duidelijk. De kyben willen gewoon alle mensen uitroeien. Terence wordt geraakt en belandt op een planetoïde. Gelukkig voor hem hebben de Aardlingen een reddingskluis op de planetoïde geplaatst, zodat hij kan overleven. Dat wordt hem echter moeilijk gemaakt door de aanwezige robot. Deze heeft oorspronkelijk de taak, de “ruimtedrenkeling” bij te staan in zijn overleven en de zaak schoon te houden als die drenkeling gered is. Terence treft echter een doorgedraaide robot aan. Bij elke beweging, hoe klein ook, gaat de robot erop af en slaat de boel kort en klein. Zelfs de klok met roterende wijzers moest eraan geloven. Bij een poging de robot onschadelijk te maken loopt Terence gebroken ribben op. Hij moet erachter zien te komen hoe hij de robot kan uitschakelen. Na drie dagen muisstil te hebben gezeten, herinnert hij zich dat hij als standaard uitrusting een zaklantaarn bij zich heeft. Deze bevindt zich op een plek die buiten het zicht van de robot is. Terence knippert met zijn zaklantaren op de plaats op de muur waar hij de besturing van de robot achter vermoedt.